# الجله (بلاد الروس)

تعديل مصدري - تعديل

الجله هي إحدى قرى مديرية بلاد الروس التابعة لمحافظة صنعاء اليمنية، بلغ تعداد سكانها 756 نسمة حسب أحصائيات عام 2004.